# سارة سيوستروم
سارة فريديريكا سيوستروم (بالسويدية: Sarah Fredrika Sjöström) (مواليد 17 أغسطس 1993)، سباحة سويدية. حازت سارة على الميدالية الذهبية في مُسابقة السباحة 100 متر فراشة ضمن الألعاب الأولمبية الصيفية 2016 في ريو دي جانيرو، كما فازت خلال نفس الدورة بميدالية فضية في مُنافسة 200 متر سباحة حُرة وميدالية برونزية في مُنافسة 100 متر سباحة حُرة. حازت أيضاً على الميدالية الفضية في مُسابقة 50 متر سباحة حُرة خلال مُشاركتها في دورة الألعاب الأولمبية الصيفية 2020 في طوكيو.
تتكلّم باللّغة السويديّة والإنجليزيّة. بدأت السّباحة بعمر تسع سنوات.
تدرّبت سيوستروم كرة القدم وكرة اليد قبل أن تبدأ بممارسة السباحة .
بدأت سارة بالسباحة في نادي عام 2003 وتدرّبت مع فريق نادي السباحة سودرتورن. 
من هوايتاها لعب ألعاب الفيديو والتصميم الداخلي.
اسم مدربها كارل جينر وقدوتها زلاتان إبراهيموفيتش لاعب كرة قدم محترف.

## اشتراكها بالبطولات
- بطولة أوروبا لعام 2008: فازت سيوستروم بأول ميدالية ذهبية دولية لها في سباق 100 متر سباحة فراشة عندما كان عمرها 14 عاماً فقط حيث حطمت الرقم القياسي الوطني السويدي في سباق 100 متر سباحة فراشة .
- أولمبياد 2008 بكين: في أول دورة ألعاب اولمبية لها احتلت سيوستروم المركز  27 في سباق 100 متر سباحة فراشة . [4]

- بطولة العالم 2009: بعد مرور عام على الألعاب الاولمبية شاركت سارة في بطولة العالم للسباحة  وحصلت على ميدالية ذهبية في سباق 100 متر سباحة فراشة وسجلت رقما قياسياً عالمياً جديداً.
- بطولة أوروبا 2010: بعد عامين من فوزها الأول بميدالية ذهبية، دافعت سيوستروم عن لقبها لعام 2008 في بطولة أوروبا 2010.  كما ساعدت السويد في التناوب على الميدالية الفضية (400 متر سباحة متنوعة) والبرونزية (400 متر سباحة حرة).

### أولمبياد لندن 2012
في عام 2012، تأهلت سيوستروم لدورة الألعاب الأولمبية الثانية لها، حيث سبحت في سباق 100 متر سباحة فراشة واحتلت المركز الرابع.

### بطولة أوروبا وبطولة العالم 2013
في بطولة السباحة الأوروبية للدورة القصيرة عام 2013 حازت سيوستروم على 6  ميداليات ضخمة وهي 50 و100 متر سباحة فراشة، وميداليتين فضيتين 4×50 متر سباحة متنوعة .
وفي بطولة العالم لبرشلونة فازت بالميدالية الذهبية في 100 متر سباحة فراشة وميدالية فضية في 100 متر سباحة حرة.

### الأرقام القياسية لعام 2014 وبطولة العالم للدورات القصيرة
في عام 2014، بدأت سيوستروم في تطوير 200 متر سباحة حرة، وسرعان ما حطمت الرقم القياسيّ العالمي للدورة القصيرة وفازت بلقب بطولة العالم. في نفس اللقاء، فازت أيضًا بسباق 50 متر سباحة فراشة و100 متر سباحة فراشة.
في 5 يوليو 2014، في سباقات السويد الوطنية، حطّمت سيوستروم الرقم القياسي 25.07 ثانية في سباقات 50 متر سباحة حرة محرزةً 24.43 ثانية.

### بطولة العالم 2015
في كازان في بطولة العالم 2015 في النّصف النّهائي من 100 متر سباحة فراشة حطّمت سيوستروم الرقم القياسي العالمي لدانا فولمر وفي النهائيّات حصلت سيوستروم على الميدالية الذهبية ليكون لقبها العالمي الثالث في سباق 100 متر سباحة فراشة بعد انتصارها في عامي 2009 و2013.
بعد رقمها القياسي العالمي الجديد في مسافة 100 متر سباحة فراشة، عادت سيوستروم في سباق 50 متر سباحة فراشة، وفازت بالميدالية الذهبية.

### أولمبياد ريو 2016
فازت سيوستروم  بمسابقة 100 متر سباحة فراشة متفوقة على دانا فولمر وبيني أوليكسياك وحازت على المركز الأول في الدور قبل النهائي.
حطّمت سيوستروم الرّقم القياسيّ الأولمبيّ الّذي احتفظت به سابقا دانا فولمر في نصف نهائي 100متر سباحة فراشة وحازت على الميدالية الذهبيّة.

### بطولة أوروبا SMC 2017
واجهت سيوستروم بعض الصّعوبات في اليوم الثاني لأنها فشلت في الوصول إلى نهائي 50 متر سباحة  فراشة.  في اليوم التالي، احتلت المركز الثاني في سباق 100 متر مكعب خلف كاتينكا لونج و 100 متر سباحة حرّة خلف رانومي كرومويدجوجو. في اليوم الأخير، فازت بثلاثة أحداث. حصلت على اللّقب في سباق 100 فراشة حيث تغلّبت على الفرنسيّة ماري واتيل بفارق 0.97 ثانية. جاء فوزها التالي في 50 متر سباحة حرّة حيث تغلّبت على حامل الرّقم القياسيّ العالميّ رانومي كرومويدجوجو بأصغر فارق ممكن. 0.01 ثانية.
ساعدت السّويد على الفوز بسباق التتابع 4 × 50 متر سباحة متنوعة .
في عام 2017 حازت سيوستروم أيضا على لقب أفضل رياضيّة أوروبيّة لعام 2017 من قبل رابطة اللّجان الأوروبيّة حازت أيضا على لقب أفضل سبّاحة في بطولة العالم  في بودابست . 

### بطولة أوروبا 2018
تابعت سيوستروم  أداءها في عام 2017 بأداء صيفي آخر في عام 2018. مستشهدة بأنها لم تكن في أفضل حالة، إلا أنها  لا تزال  تحصل على ميداليات ذهبيّة في 50 متر سباحة حرة(23.74) و100متر سباحة حرة (52.93) و50 متر سباحة فراشة و100 متر سباحة فراشة (56.23) مسجّلةً رقما  قياسيّا في بطولة 50 متر سباحة حرة.

### بطولة العالم فينا لعام 2019
بدأت سيوستروم البطولة وهي تتطلع للدفاع عن ألقابها في موسم 2013-15-17 في سباق 100 متر سباحة فراشة.
احتلت المركز الأول في 50 متر، لكن الكنديّة ماجي ماكنيل كان لها دور في الجولة الثّانية من سباق 50 متر، متجاوزة سيوستروم حائزةً على الميدالية الذهبيّة في 55.83  ثانية، ممّا أدّى إلى هبوط سيوستروم إلى الميدالية الفضيّة بزمن  56.22 ثانية.  
في اليوم الرابع، واصلت سيوستروم خط ميدالياتها في سباق 200 متر سباحة حرة، حيث حصلت على ميدالية  برونزيّة في زمن 1:54.78.
في اليوم السّادس، عادت سيوستروم للنهائي في 100 متر سباحة حرة، وفازت بالميدالية الثالثة لها في البطولة هذه المرة برونزية خلف سيمون مانويل وكيت كامبل بزمن قدره 52.46 ثانية.
 فازت سيوستروم أخيرًا بأوّل ميدالية ذهبيّة لها في البطولة في اليوم السّابع في سباق 50 متر سباحة فراشة، حيث وصلت إلى المركز الأول بزمن 25.04 ثانية وجعلها 3 ألقاب على التّوالي في هذا الحدث للسويد.
في اليوم الثامن حازت سيوستروم على الميدالية الفضيّة في سباق 50 متر سباحة حرّة بزمن 24.07 ثانية.

### الألعاب الأولمبيّة 2020
بعد أن شاركت  سيوستروم في الكثير من النهائيّات فوّتت ميدالية بسبب كسر بالكتف قبل شهر من السباق، ولكنها عادت بقوّة في آخر حدث مستقل لها بعد إصابتها حيث تصدّرت إحدى المراتب الثلاثة الأولى في سباق 50 متر سباحة حرّة بعدما شاركت في الافتتاحيات والنّصف نهائي حازت في النهائيّات على المرتبة الثانية حيث قطعت المسافة بسرعة 24.07 ثانية وحصلت على الميداليّة الفضيّة بعد الاستراليّة ايما ماكوين.

### الألعاب الأولمبيّة 2024
في أولمبياد باريس 2024 قررت شيوستروم وهي بعمر 31 عاماً المشاركة في سباق 100م سباحة حرة وذلك قبل انطلاق الأولمبياد بأسابيع قليلة لتفوز بالميدالية الذهبية بذلك السباق في 31 يوليو 2024 ولتثبت تفوقها على العديد من السباحات المشاركات والأقل سناً منها.

## إصابات
خضعت لعمليّة جراحيّة في مرفقها المكسور عام 2021 في شهر فبراير حيث أصيبت بعد انزلاقها وسقوطها على الجليد في ستوكهولم السّويد ومن ثم عادت للمنافسة بعد شفائها في شهر يونيو بنفس السّنة.
يناير 2021، غابت عن اللّقاء الدّوري الدّولي للسباحة في بودابست بسبب إصابة تعرضت لها في ظهرها.
.

## جوائز وتكريمات
1. جائزة Jerring Sports Achievement السويديّة في عامَي 2015 و 2016.
2. لقب أفضل سبّاح في بطولة العالم 2017 في بودابست، المجر.
3. أفضل رياضيّة أوروبيّة لعام 2017 من قبل رابطة اللّجان الأولمبيّة الوطنيّة [ANOC].
4. أفضل رياضيّة لعام في 2015 و2016 و2017 و2018 في جوائز الرياضة السويديّة.
5. لقب سباحة لعام 2017 و2019 من قبل الاتحاد الدولي للسباحة.
6. جائزة أفضل سباح في أوروبا لعامي 2018 و 2021 من موقع السباحة Swim Swam في حفل توزيع جوائز Swammy.
7. في عام 2021 ، حصلت على جائزة أفضل سباح في أوروبا من مجلة عالم السباحة.
8. سبّاحة العام للأعوام 2017 و 2018 و 2021 من قبل الاتّحاد الأوروبي للسباحة [5]

## ميداليات دولية
| تصنيف           | حدث                        | سنة  | لقاء رياضي                   |
| ميدالية ذهبية   | 100 متر سباحة فراشة        | 2008 | بطولة أوروبا                 |
| ميدالية ذهبية   | 100 متر سباحة فراشة        | 2009 | بطولة العالم                 |
| ميدالية ذهبية   | 100 متر سباحة فراشة        | 2010 | بطولة أوروبا                 |
| ميدالية فضية    | 400 متر تتابع منوع         | 2010 | بطولة أوروبا                 |
| ميدالية برونزية | 400م متر سباحة حرة متتابعة | 2010 | بطولة أوروبا                 |
| ميدالية ذهبية   | 100 متر سباحة حرة          | 2012 | بطولة أوروبا                 |
| ميدالية ذهبية   | 50 متر سباحة فراشة         | 2012 | بطولة أوروبا                 |
| ميدالية فضية    | 400 متر سباحة حرة متتابع   | 2012 | بطولة أوروبا                 |
| ميدالية ذهبية   | 100 متر سباحة فراشة        | 2013 | بطولة العالم                 |
| ميدالية فضية    | 100 متر سباحة حرة          | 2013 | بطولة العالم                 |
| ميدالية ذهبية   | 200 متر سباحة حرة          | 2014 | بطولة العالم للدورات القصيرة |
| ميدالية ذهبية   | 50 متر سباحة فراشة         | 2014 | بطولة العالم للدورات القصيرة |
| ميدالية ذهبية   | 100 متر سباحة فراشة        | 2014 | بطولة العالم للدورات القصيرة |
| ميدالية فضية    | 100 متر سباحة حرة          | 2014 | بطولة العالم للدورات القصيرة |
| ميدالية ذهبية   | 100 متر سباحة حرة          | 2014 | بطولة أوروبا                 |
| ميدالية ذهبية   | 50 متر سباحة فراشة         | 2014 | بطولة أوروبا                 |
| ميدالية ذهبية   | 400 متر تتابع منوع         | 2014 | بطولة أوروبا                 |
| ميدالية فضية    | 50 متر سباحة حرة           | 2014 | بطولة أوروبا                 |
| ميدالية فضية    | 100 متر سباحة فراشة        | 2014 | بطولة أوروبا                 |

| ميدالية فضية    | 800 مترتتابع منوع    | 2014 | بطولة أوروبا      |
| ميدالية فضية    | 400 متر تتابع منوع   | 2014 | بطولة أوروبا      |
| ميدالية ذهبية   | 50 متر سباحة فراشة   | 2015 | بطولة العالم      |
| ميدالية ذهبية   | 100 متر سباحة فراشة  | 2015 | بطولة العالم      |
| ميدالية فضية    | 100 متر سباحة حرة    | 2015 | بطولة العالم      |
| ميدالية فضية    | 400 متر تتابع ممنوع  | 2015 | بطولة العالم      |
| ميدالية برونزية | 50 متر سباحة حرة     | 2015 | بطولة العالم      |
| ميدالية ذهبية   | 100 متر سباحة فراشة  | 2016 | الالعاب الاولمبية |
| ميدالية فضية    | 200 متر سباحة حرة    | 2016 | الالعاب الاولمبية |
| ميدالية برونزية | 100 متر سباحة حرة    | 2016 | الالعاب الاولمبية |
| ميدالية ذهبية   | 100 متر سباحة حرة    | 2016 | بطولة أوروبا      |
| ميدالية ذهبية   | 100 متر سباحة فراشة  | 2016 | بطولة أوروبا      |
| ميدالية ذهبية   | 50 متر سباحة فراشة   | 2016 | بطولة أوروبا      |
| ميدالية برونزية | 400 متر تتابع متنوعة | 2016 | بطولة أوروبا      |
| ميدالية ذهبية   | 50 متر سباحة حرة     | 2017 | بطولة العالم      |
| ميدالية ذهبية   | 50 متر سباحة فراشة   | 2017 | بطولة العالم      |
| ميدالية ذهبية   | 100 متر سباحة فراشة  | 2017 | بطولة العالم      |
| ميدالية فضية    | 100 متر سباحة حرة    | 2017 | بطولة العالم      |
| ميدالية ذهبية   | 50 متر سباحة حرة     | 2018 | بطولة أوروبا      |
| ميدالية ذهبية   | 100 متر سباحة حرة    | 2018 | بطولة أوروبا      |

| ميدالية ذهبية   | 50 متر سباحة فراشة  | 2018 | بطولة أوروبا      |
| ميدالية ذهبية   | 100 متر سباحة فراشة | 2018 | بطولة أوروبا      |
| ميدالية ذهبية   | 50 متر سباحة فراشة  | 2019 | بطولة العالم      |
| ميدالية فضية    | 50 متر سباحة حرة    | 2019 | بطولة العالم      |
| ميدالية فضية    | 100 متر سباحة فراشة | 2019 | بطولة العالم      |
| ميدالية برونزية | 100 متر سباحة حرة   | 2019 | بطولة العالم      |
| ميدالية برونزية | 200 متر سباحة حرة   | 2019 | بطولة العالم      |
| ميدالية فضية    | 50 متر سباحة حرة    | 2020 | الالعاب الاولمبية |

## أفضل الأوقات
| اللقاء الرياضي                                   | تاريخ    | وقت     | حدث                 | مسار |
| ------------------------------------------------ | -------- | ------- | ------------------- | ---- |
| بطولة العالم للدورات القصيرة الدوحة , قطر        | 12/06/14 | 54.61   | 100 متر سباحة فراشة | SCM  |
| كأس العالم آيندهوفن، هولندا                      | 8/12/17  | 1:50.43 | 200 متر سباحة حرة   | SCM  |
| كأس العالم آيندهوفن، هولندا                      | 08/11/17 | 50.58   | 100 متر سباحة حرة   | SCM  |
| الألعاب الأولمبية 2016. ريو دي جانيرو , البرازيل | 08/09/16 | 1:54.08 | 200 متر سباحة حرة   | LCM  |
| كأس العالم برلين، المانيا                        | 08/0717  | 23.00   | 50 متر سباحة حرة    | SCM  |
| الألعاب الأولمبية 2016. ريو دي جانيرو , البرازيل | 08/07/16 | 55.48   | 100 متر سباحة فراشة | SCM  |
| كأس العالم برلين، المانيا                        | 08/06/17 | 24.52   | 50 متر سباحة فراشة  | SCM  |
| كأس العالم موسكو, روسيا                          | 08/02/17 | 57.10   | 100 متر متنوع فردي  | LCM  |
| بطولة العالم فينا 2017 بودابست, هنغاريا          | 07/29/17 | 23.67   | 50 متر سباحة حرة    | LCM  |
| بطولة العالم فينا 2017 بودابست, هنغاريا          | 07/23/17 | 51.71   | 100 متر سباحة حرة   | LCM  |
| بطولات السويد الوطنية 2014                       | 07/02/14 | 24.43   | 50 متر سباحة فراشة  | SCM  |

## روابط خارجية
- ساره سيوستروم على موقع الاتحاد الدولي للسباحة (الإنجليزية)
- ساره سيوستروم على موقع SwimRankings.net (الإنجليزية)
- ساره سيوستروم على موقع اللجنة الأولمبية الدولية (الإنجليزية)
- ساره سيوستروم على موقع أوليمبيديا (الإنجليزية)
- ساره سيوستروم على موقع اللجنة الأولمبية السويدية (السويدية)